# Massive Cluster Survey
El Massive Cluster Survey, también escrito MAssive Cluster Survey (MACS; en español, Estudio Masivo de Cúmulos) es un proyecto que compiló y caracterizó una muestra de cúmulos de galaxias distantes, muy luminosos en rayos X (y por tanto, por inferencia, masivos). La muestra comprende 124 grupos confirmados espectroscópicamente a 0,3 <z <0,7. Los candidatos fueron seleccionados de los datos de ROSAT All-Sky Survey.

## Historia
Se descubrió que uno de los cúmulos de galaxias, MACS J0647+7015, había captado gravitacionalmente la galaxia más distante (MACS0647-JD) que jamás se haya fotografiado en 2012 por CLASH. El primer estudio estadístico de las cavidades de rayos X en cúmulos distantes de galaxias se realizó mediante el análisis de las observaciones de rayos X de Chandra de MACS. De 76 grupos que representan una muestra de los grupos de rayos X más luminosos, los observadores encontraron 13 cavidades cortadas y claras y 7 posibles cavidades. Un nuevo halo de radio, así como un solicitante de reliquia, se encontraron en MACS, con la ayuda del radiotelescopio gigante de ondas métricas y el telescopio Karoo Array-7. El halo de radio descubierto tiene una escala lineal más grande de aproximadamente 0,9 Mpc. Los cúmulos elegidos por rayos X están casi libres de efectos de proyección porque están compuestos por sistemas intrínsecamente masivos y colapsados gravitacionalmente.

## Equipo de MACS
El equipo de MACS está formado por:
- Harald Ebeling, Universidad de Hawái, EUA
- Alastair Edge, Universidad de Durham, UK
- J. Patrick Henry, Universidad de Hawaii, EUA

## Notación de encuesta
Los objetos se etiquetan como JHHMM.m+DDMM donde HHMM+DDMM son las coordenadas en el sistema J2000. Aquí H, D y M se refieren a horas, grados y minutos, respectivamente, y m se refiere a décimas de minutos de tiempo.
- HH Horas de ascensión recta
- MM.m Minutos de ascensión recta o declinación
- DD.d Grados de declinación

## Objetos encuestados notables
| Objeto estudiado  | Ascensión recta | Declinación | Notas                                                  |
| ----------------- | --------------- | ----------- | ------------------------------------------------------ |
| MACS J0025.4-1222 | 00h 24.5m       | -12°15'     |                                                        |
| MACS J0647+7015   | 06h 47m         | +70°15'     |                                                        |
| MACS J0717.5+3745 | 07h 17.5m       | +37°45'     |                                                        |
| MACS 1423-z7p64   | 14h 23m         | +24°04'     | La galaxia más distante conocida como en abril de 2017 |